# Massacre de Toumour
La massacre de Toumour va tenir lloc el 12 de desembre de 2020 durant la Insurrecció islàmica a Nigèria.

## Desenvolupament
El 12 de desembre, cap a les 19 hores, aproximadament 70 gihadistes vinguts del llac Txad ataquen la localitat de Toumour, a prop de Diffa. Incendien el mercat central i un miler de cases,. Diversos vilatans van morir cremats, ofegats o morts a trets. L'atac va durar aproximadament tres hores
Segons les declaracions a l'AFP d'un representant local, Toumour va ser destruïda en un 60 %. L'atac més endavant va ser reivindicat per Boko Haram.

## Balanç humà
El 13 de desembre, l'AFP dona un balanç de 27 morts segons un responsable local. El balanç després s'eleva a 34 morts En un comunicat, la Comissió nacional dels drets de l'Home (CNDH) declara:
| « | Es van comptar a data de 17 de desembre, 34 morts, dels quals deu per trets, quatre per ofegament i vint per foc i un centenar de ferits. | » |

 » Es decretat pel govern nigerià un dol nacional de tres dies, del 15 al 17 de desembre.